# 월평초등학교 (전남)
월평초등학교는 대한민국 전라남도 장성군 황룡면 월평리에 있는 공립 초등학교이다.

## 학교 연혁
- 1920년 12월 28일 사립월평보통학교 개교
- 1924년 4월 20일 월평공립보통학교 개편
- 1938년 4월 1일 월평공립심상소학교(교명 변경)
- 1941년 4월 1일 월평공립국민학교(교명 변경)
- 1977년 3월 1일 37학급(최다학급) 편성
- 1996년 3월 1일 월평초등학교로 개칭
- 1997년 3월 1일 옥정분교장 통합
- 2008년 3월 1일 황룡분교장 통합
- 2016년 3월 1일 제19대 박영숙 교장 부임
- 2017년 2월 10일 제93회 졸업(24명, 졸업생총수 14,324명)
- 2024년 1월 10일 제 100회 졸업(36명 졸업)
- 2025년 1월 10일 제 101회 졸업

## 참고 자료
- 월평초등학교 - 한국교육학술정보원 학교알리미